# Branquinho
Wellington Clayton Gonçalves dos Santos, dit Branquinho, est un footballeur brésilien né le 2 janvier 1983 à São José do Rio Preto. Il évolue au poste de milieu de terrain.

## Biographie
Branquinho commence sa carrière à Rio Preto. Il joue ensuite au Grêmio Barueri, au Ceará Sporting Club, à Santo André et à l'Atlético Paranaense.
En 2012, Branquinho quitte son pays natal et rejoint le championnat du Japon en signant avec le club du Cerezo Osaka. Il évolue par la suite au Montedio Yamagata, équipe de J-league 2.